# Hálaadásnapi pulykaszertartás

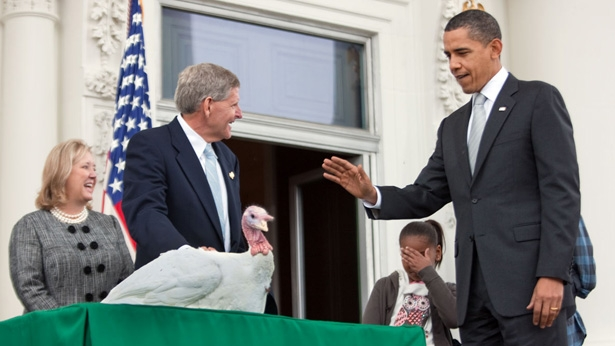
Barack Obama elnök kegyelmet ad a Courage („Bátorság”) nevű vadpulykának, amelyet 2009. november 25-én kapott a Pulykatenyésztők Országos Szövetségétől

A hálaadásnapi pulykaszertartás egy ceremónia, melyre minden évben hálaadás ünnepe előtt kerül sor az amerikai Fehér Házban. Az Amerikai Egyesült Államok elnöke egy élő házi pulykát kap ajándékba, általában a broad breasted white fajtából, a Pulykatenyésztők Országos Szövetsége és az Országos Baromfi- és Tojásügyi Terméktanács közreműködésével. A ceremónia az 1940-es évekből ered. Az elnökök időnként megkegyelmeztek a nekik ajándékozott szárnyasnak; 1989 – George H. W. Bush elnökségének első hálaadása – óta hagyomány, hogy az elnök kegyelmet ad a pulykának.

## Története

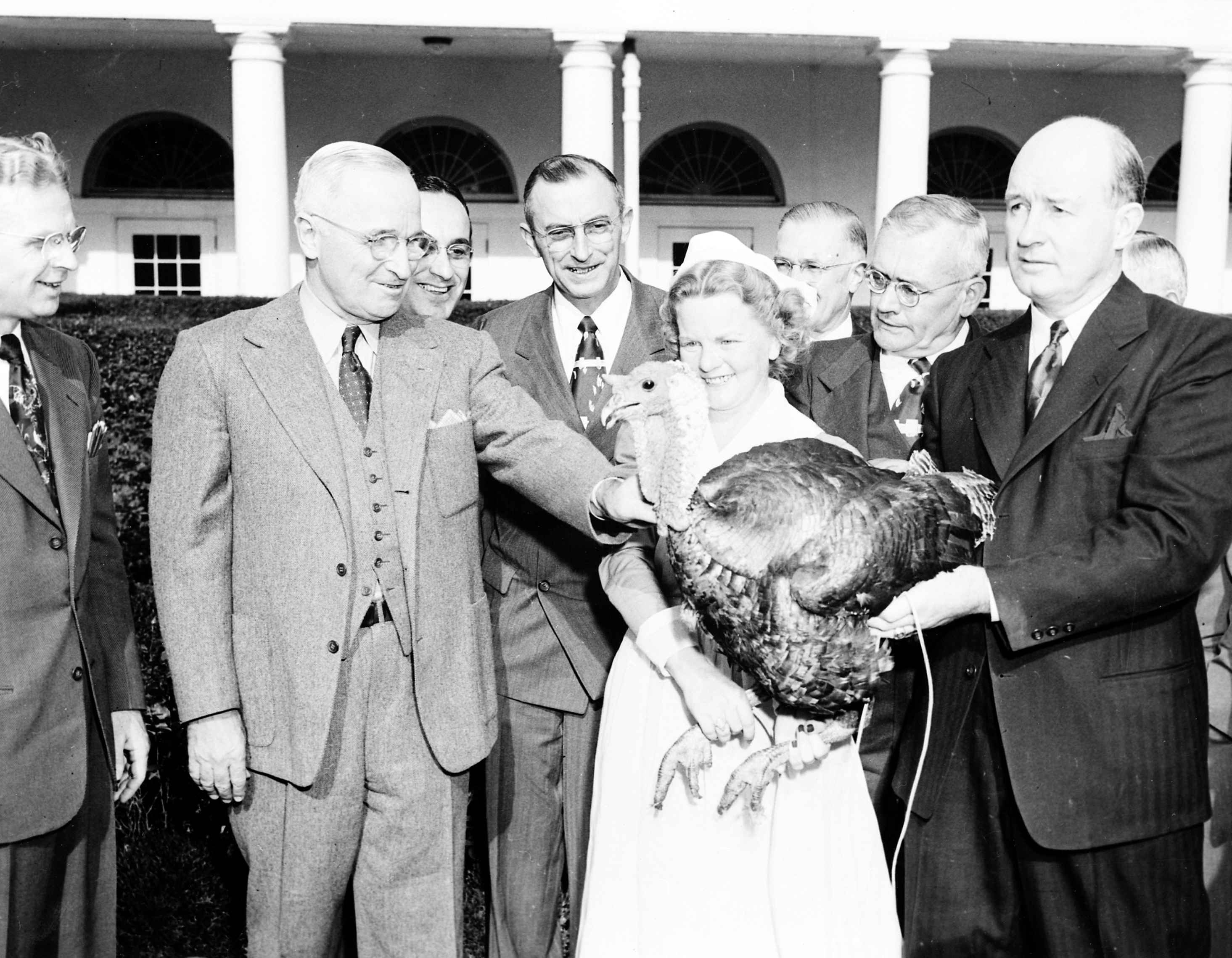
Harry S. Truman elnök pulykát kap a Baromfi- és Tojásügyi Terméktanácstól és a pulykatenyésztő ágazat más képviselőitől a Fehér Ház előtt, 1949. november 16-án

A hálaadási családi vacsoráknak az Egyesült Államokban jellegzetes étele a pulykasült; ez az étel legalább annyira egybeforrt az ünneppel, mint a karácsonnyal a karácsonyfa. A hagyomány, mely szerint az elnöknek minden évben pulykát adományoznak, 1947-től áll fenn, amikor Harry S. Truman volt az elnök; számos forrás tévesen neki tulajdonítja azt a hagyományt is, hogy az elnök megkegyelmez az állatnak. A Truman Könyvtár szerint azonban nem létezik dokumentum, beszéd, újságcikk, fénykép vagy bármilyen más korabeli feljegyzés, amely azt igazolná, hogy Truman valaha is kegyelmet adott egy pulykának; vannak bizonyítékai, hogy néhányról nyilvánosan kijelentette, hogy evett belőle. Az Eisenhower Elnöki Könyvtár gyűjteményében lévő dokumentumok igazolják, hogy Dwight D. Eisenhower megette azokat a pulykákat, amelyeket két elnöki ciklusa alatt kapott. John F. Kennedy elnök spontán módon megkegyelmezett egy pulykának 1963. november 18-án, mindössze négy nappal az ellene elkövetett merénylet előtt. A pulykának a nyakába a „Jó étvágyat, elnök úr!” feliratot akasztották. Kennedy visszaküldte a hatalmas, 25 kilós pulykát a farmra azzal, hogy „hagyjuk még nőni”. Legalább egy újság, a Los Angeles Times főcíme kegyelemnek nevezte az elnök döntését, bár maga Kennedy nem kegyelemként hivatkozott rá. Richard Nixon szintén életben hagyott párat a pulykák közül, amelyeket elnökként kapott.
Az első elnök, akiről feljegyezték, hogy ténylegesen kegyelmet ad egy pulykának, Ronald Reagan volt, aki 1987-ben megkegyelmezett a Charlie nevű szárnyasnak és egy állatsimogatóba küldte. Az, hogy kegyelemként hivatkoztak erre a döntésére, válasz volt a Reagant az Irán-kontra ügy miatt ért kritikákra, mikor az elnököt arról kérdezték, megkegyelmezne-e Oliver Northnak (aki akkor még nem állt bíróság elé az ügyben játszott szerepe miatt). Reagan azért kegyelmezett meg a pulykának, hogy humorosan elhárítsa a kérdéseket. Reagan elnökségének utolsó évében, 1988-ban nem kegyelmezett a pulykának, az őt követő George H. W. Bush azonban első évében, 1989-ben a ceremónia szerves részévé tette, hogy a pulyka kegyelmet kap. Azóta az elnöknek ajándékozott pulykák közül legalább az egyiket egy farmra viszik, ahol hagyják, hogy leélje az életét. A pulykákat éveken át a virginiai Fairfax megyében lévő Frying Pan Parkba küldték. 2005 és 2009 között a kegyelmet kapott pulykák vagy a kaliforniai Disneylandbe, vagy a floridai Walt Disney Worldbe kerültek, ahol a Disney hálaadásnapi felvonulásának tiszteletbeli marsalljai lettek. 2010-ben, 2011-ben és 2012-ben a pulykákat Mount Vernonba, George Washington birtokára küldték, Mount Vernon azonban később felhagyott a pulykák elfogadásával és közszemlére tételével, mert sértette az irányelvüket, mely szerint megőrzik a történelmi hitelességet a birtokon (George Washington sosem tartott pulykát). A 2013-as és 2014-es év pulykáit a virginiai Leesburgben lévő Morven Parkba küldték, Westmoreland Davis virginiai kormányzó birtokára (a kormányzó maga is tartott pulykát).

## Kiválasztás
A pulykákat ugyanazon a módon nevelik, mint más, levágásra ítélt pulykákat: magvakban gazdag, dúsított kukoricából és szójababból álló étrendet kapnak, hogy minél nagyobbra nőjenek. Körülbelül 80 pulykát választanak ki véletlenszerűen, általában a Pulykatermesztők Szövetségének aktuális elnöke farmjáról, és kikelésüktől fogva ahhoz szoktatják őket, hogy elviseljék a hangos zajt, a vaku villanását és a nagy tömegeket. Közülük választják ki ezután a húsz legnagyobbat és legjobban viselkedőt, közülük kerül ki a két döntős, akiknek a Fehér Ház személyzete ad nevet. Mivel a legtöbb, hálaadásra tenyésztett pulykát úgy nevelik, hogy minél nagyobb tömegű legyen, akár egészsége rovására is, jellemzőek rájuk az olyan, elhízással összefüggő betegségek, mint a szívbetegség, légzőszervi elégedetlenség és ízületi kopás. Ezek miatt a legtöbb pulyka, amelyik kegyelmet kapott, általában egy éven belül elpusztul; összehasonlításképpen egy vadon élő vagy szabadtartásban felnőtt pulyka legalább öt évig él.

## Kegyelmet kapott pulykák listája

### Clinton elnöksége
- 2000: „Jerry, a pulyka” húsz kilós volt, és 2000. június 5-én kelt ki a wisconsini Barron közelében. Ő volt a nyolcadik pulyka Clinton elnöksége alatt. Jerry és névtelen tartalékos társa a Kidwell Farm állatsimogatójába kerültek, a virginiai Herndonba.[12]

### George W. Bush elnöksége
- 2001: Liberty (22 kg) és a tartalék, Freedom (23,5 kg). Mindkettejük neve szabadságot jelent, a szeptember 11-ei terrortámadás emlékére kapták.[13]
- 2002: Katie, az első nőstény pulyka, akinek megkegyelmeztek. A 13,6 kilós pulyka Ron Prestage, a Pulykatenyésztők Országos Szövetségének elnöke farmjáról származik, a tartalék madárral, Zackkel együtt; nevüket Prestage gyerekeiről kapták.[14]
- 2003: Stars és Stripes („Csillagok” és „Sávok”).[15]
- 2004: Biscuits és Gravy.
- 2005: Marshmallow és Yam, akik a minnesotai Henningben nőttek fel. Miután állatvédő csoportok aggodalmukat fejezték ki amiatt, hogy a pulykák nem sokáig maradnak életben a ceremónia után, 2005-től a kegyelmet kapott madarakat Disneylandbe küldték, ahol az éves hálaadásnapi felvonulás tiszteletbeli marsalljai lettek. Az ezt megelőző tizenöt évben a virginiai Frying Pan Parkba kerültek.[16] A neveket a Fehér Ház honlapján lefolytatott szavazás során választották.
- 2006: Flyer és Fryer, akik Missouriban nőttek fel.[17]
- 2007: May és Flower; a húszkilós pulykák Indiana államból érkeztek.[18]
- 2008: Pumpkin, a húszkilós tartalék pulyka (az eredetileg kiválasztott Pecan beteg lett a ceremónia előtti éjjel). Mindkét pulyka életben maradhatott.[19][20]

### Obama elnöksége
- 2009: Courage, a Pulykatenyésztők Országos Szövetségének húszkilós pulykája, és tartalékja, Carolina, Észak-Karolina államból.[21]
- 2010: Apple, a kaliforniai Modestóban lévő Foster Farms húszkilós pulykája, és tartalékja, Cider.[22] Mindketten természetes halállal pusztultak el a 2011-es hálaadás előtt.[10]
- 2011: Liberty (20 kg) és tartalékja, Peace, a minnesotai Willmarból.[23] Peace nem sokkal 2012 hálaadása előtt még élt, ekkor elaltatták.[24] Libertyt 2013. április 26-án, kétévesen altatták el.[25]
- 2012: Cobbler és Gobbler, tizennyolc kilós pulykák a virginiai Rockingham megyéből.[26][27] Gobbler hirtelen pusztult el 2013 februárjában, Cobblert augusztus 22-én elaltatták.[3][25]
- 2013: Popcorn, tizenhét kilós pulyka a minnesotai Badgerből. Popcorn internetes versenyben győzött az azonos méretű, ugyanonnan származó Caramellel szemben, aki szintén kegyelmet kapott.[28] Popcorn hőgutában pusztult el 2014 nyarán, Caramel azonban szokatlanul hosszú életet élt, túlélte a következő év pulykáinak egyikét is, és csak 2015 októberében pusztult el. Élete nagy részét Morven Parkban töltötte egy Franklin nevű barna pulykával.[29][30]
- 2014: Cheese és tartalékja, Mac, mindketten huszonkét kilósak, az ohiói Fort Recoveryből.[31][32] Mac valószínűleg hőgutában pusztult el 2015 júliusában, Cheese 2015 novemberében még élt, társával, Franklinnel.[30]
- 2015: Abe, a Foster Farms huszonhárom kilós pulykája. Tartalékja a tizenkilenc kilós Honest.[33][34]

## A ceremónia az egyes államokban
Az USA néhány tagállamában, köztük Minnesotában hasonló ceremónia zajlik, és más ünnepekre is kiterjedt, például a New York állambeli Erie megye vezetője egy báránynak kegyelmez meg a húsvét előtti héten.

## A popkultúrában
Az elnök emberei sorozat Shibboleth című epizódjában (2. évad 8.) C.J., mikor megtudja, hogy a tartalék pulykát le fogják vágni, megkéri Bartlet elnököt, hogy mentse meg az állatot. Az elnök besorozza a pulykát a hadseregbe, hogy megkímélje az életét. A valóságban a kegyelem a tartalék pulykára is ki szokott terjedni.

## Galéria

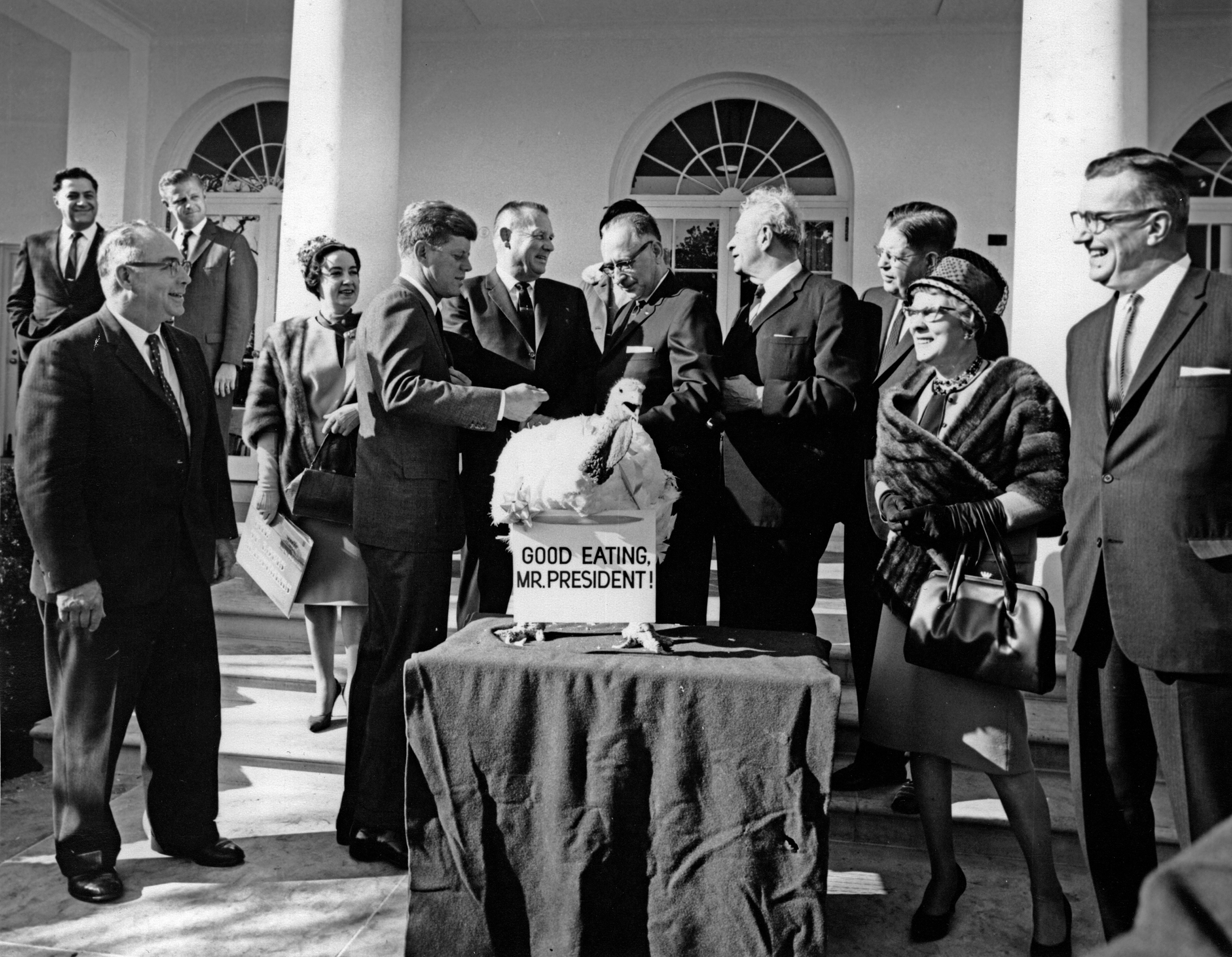
John F. Kennedy megkegyelmez a pulykának 1963-ban, csak pár nappal az ellene elkövetett merénylet előtt.
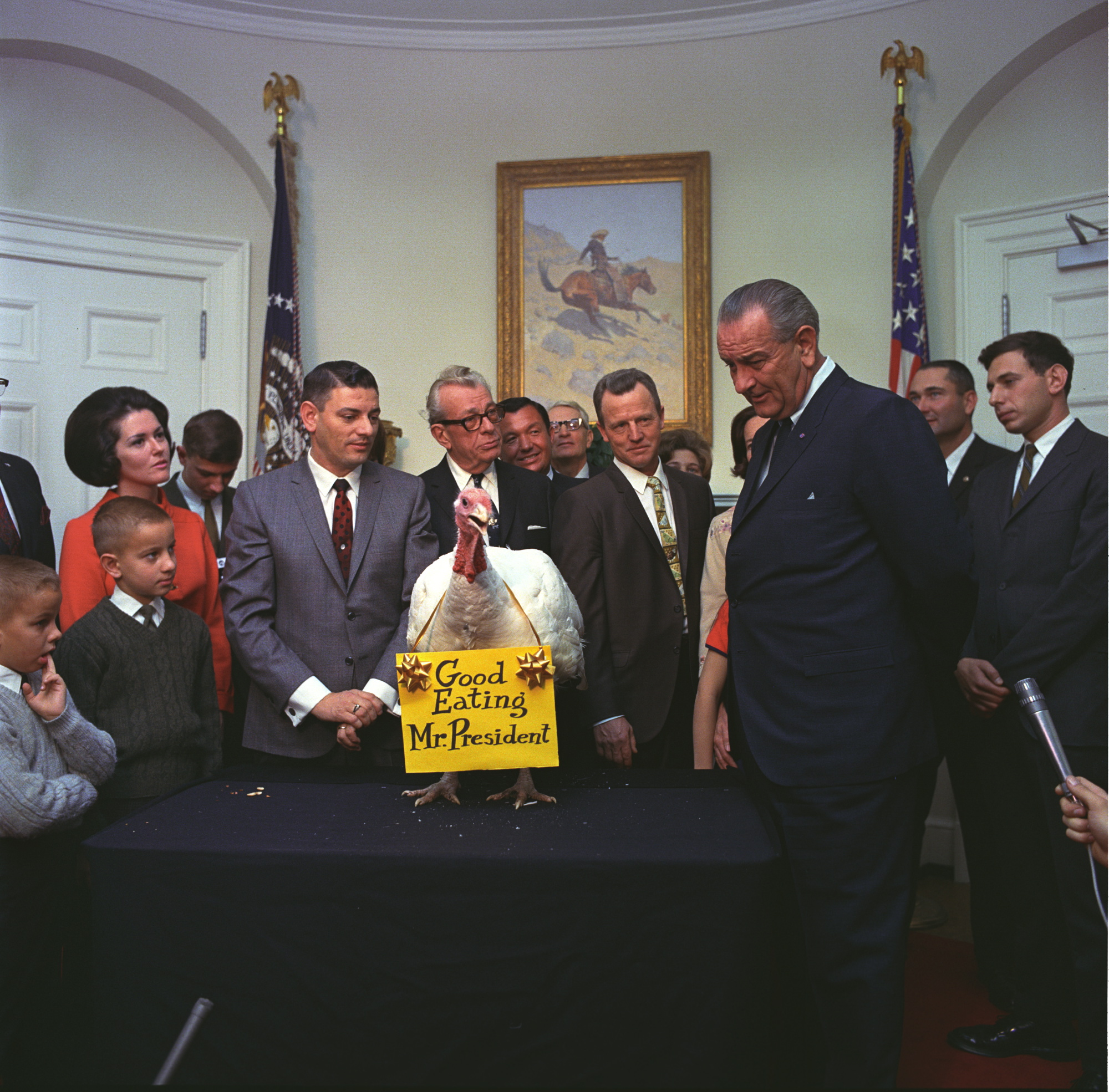
Lyndon B. Johnson elfogad egy pulykát 1967-ben (nem kegyelmezett meg neki).
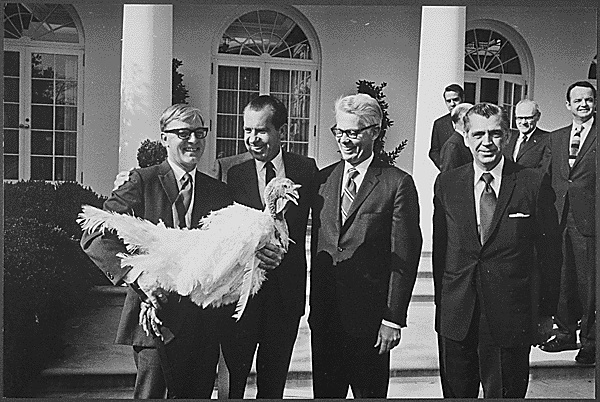
Richard Nixon kegyelmet ad egy pulykának 1971-ben.
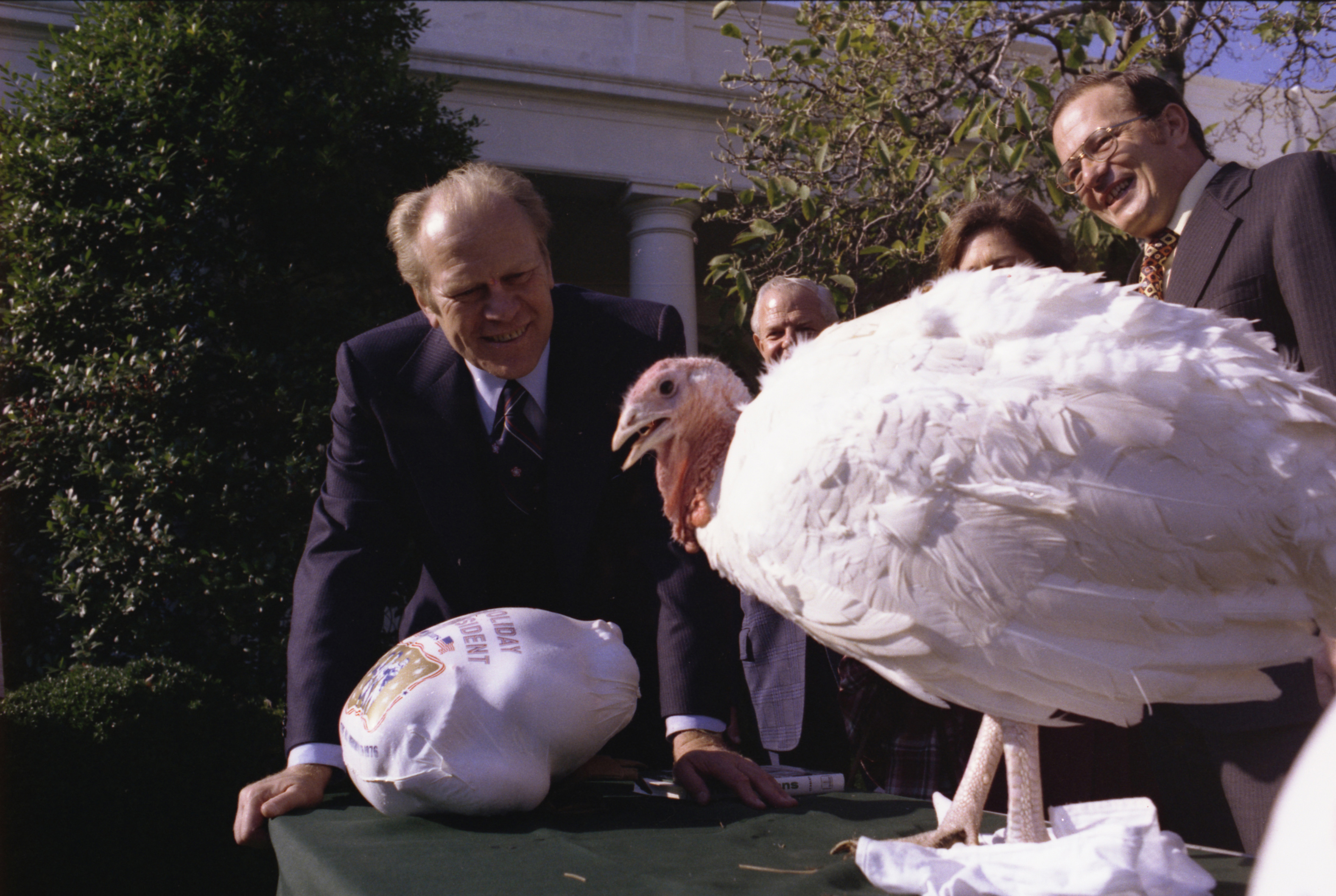
Gerald Ford elfogad egy pulykát, amelynek nem kegyelmezett meg (1975-ben).
Ronald Reagan megkegyelmez Charlie-nak 1987-ben.
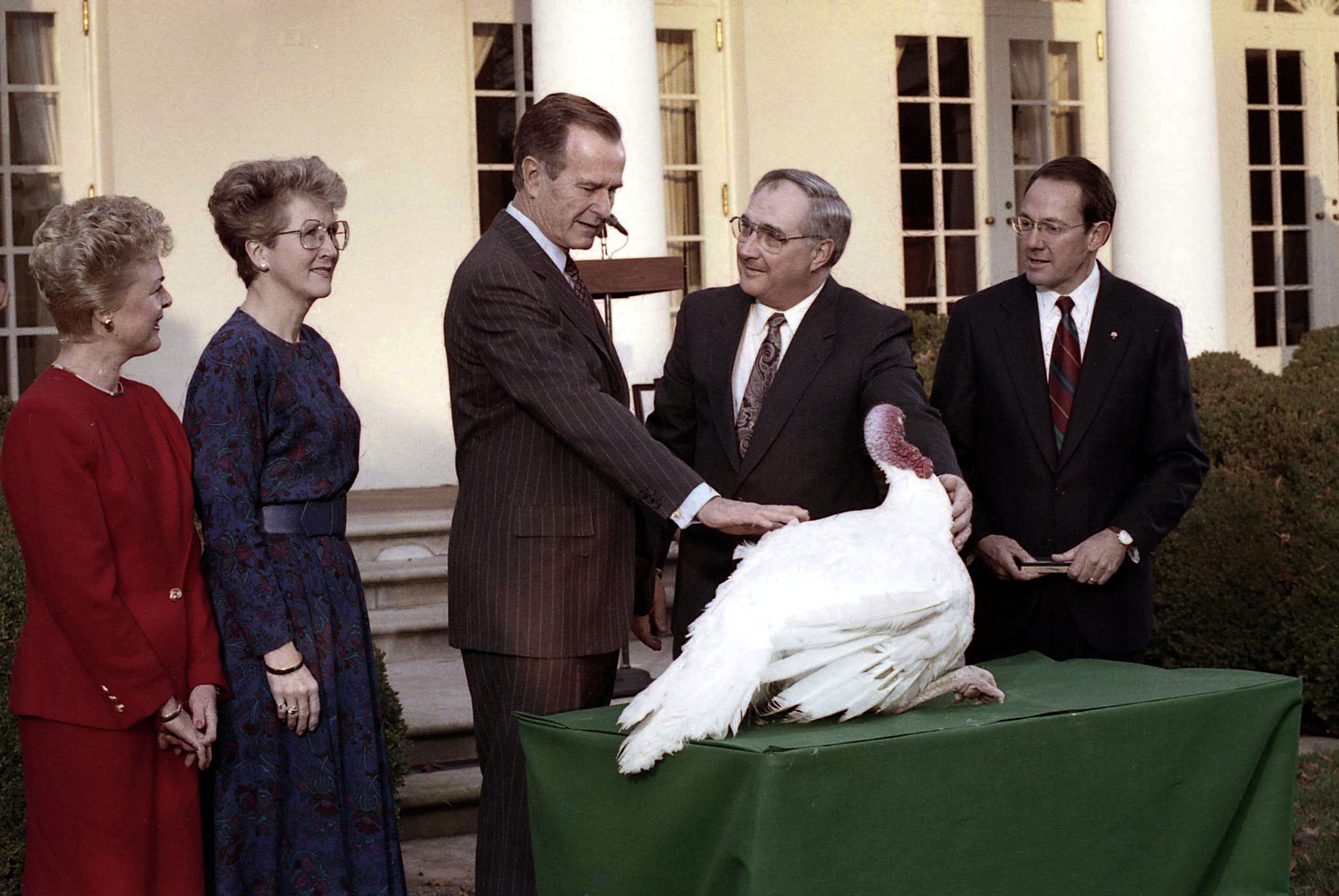
George H. W. Bush kegyelmet ad 1991-ben (a 3. alkalom, amióta hagyománnyá vált, hogy az elnök megkegyelmez).
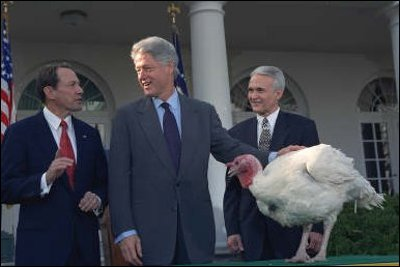
Bill Clinton és az egyhuzamban 11. pulyka, amelyik kegyelmet kapott (1999).
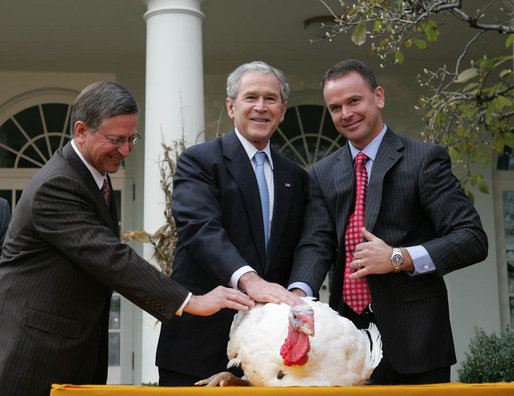
George W. Bush és a 20. pulyka, amióta az elnöki kegyelem hagyománnyá vált (2008).

## Fordítás
- Ez a szócikk részben vagy egészben  a   National Thanksgiving Turkey Presentation című angol Wikipédia-szócikk ezen változatának fordításán alapul.  Az eredeti cikk szerkesztőit annak laptörténete sorolja fel. Ez a jelzés csupán a megfogalmazás eredetét és a szerzői jogokat jelzi, nem szolgál a cikkben szereplő információk forrásmegjelöléseként.

## Külső hivatkozások
- Official photo gallery of Presidents pardoning Turkeys
- President Abraham Lincoln Pardoned Jack, the White House Turkey
- Truman Trivia: Did Truman pardon a Turkey?
- The Ungobbled Gobbler
- Fiskesjö, Magnus. The Thanksgiving Turkey Pardon, the Death of Teddy's Bear, and the Sovereign Exception of Guantánamo. Chicago: Prickly Paradigm Press; free download, Pamphlet #11 Archiválva 2015. november 13-i dátummal a Wayback Machine-ben
- Fiskesjö, Magnus. "The reluctant sovereign: New adventures of the US presidential Thanksgiving turkey." In: Anthropology Today, October 2010, Volume 26, Issue 5, pages 13-17; abstract & link